# ラ・フルシュ駅
ラ・フルシュ駅 (ラ・フルシュえき、仏：La Fourche) は、フランス・パリの17区と18区の境にあるメトロ13号線 (地下鉄) の駅。13号線の2つの分岐線は、この駅で合流する。

## 概要
ラ・フルシュ駅は、パリの地下鉄メトロ13号線の駅。
北西のアニエール＝ジュヌヴィリエ＝レ・クルティーユ駅方面と北東のサン＝ドニ＝ユニヴェルシテ駅方面から進む2つの13号線は、この駅で合流し、パリ中心部へ向かう。パリ北部の17区と18区の境界にあり、クリシー大通りからサントゥアン大通りが分かれる位置にある。
駅の開業は、1911年2月26日である。駅名は、クリシー大通りとサントゥアン大通りの分岐点の名前に由来する。

## 駅周辺
- モンマルトル墓地 (Cimetière de Montmartre)

## 隣の駅
パリメトロ
■13号線
北西方面からの分岐線と北東方面からの分岐線が、この駅で合流する。
北西方面からの分岐線 : ブロシャン駅 （Brochant） - ラ・フルシュ駅 - プラス・ド・クリシー駅 （Place de Clichy）
北東方面からの分岐線 : ギー・モケ駅 （Guy Môquet） - ラ・フルシュ駅 - プラス・ド・クリシー駅 （Place de Clichy）